# اندی کوزنس
اندی کوزنس (انگلیسی: Andy Couzens؛ زادهٔ ۴ ژوئن ۱۹۷۵) بازیکن فوتبال اهل بریتانیا است.
از باشگاه‌هایی که در آن بازی کرده‌است می‌توان به باشگاه فوتبال کارلایل یونایتد، باشگاه فوتبال لیدز یونایتد، و باشگاه فوتبال بلکپول اشاره کرد.